# Nemzetstratégiai Kutatóintézet
A Nemzetstratégiai Kutatóintézet (rövidítés: NSKI) a kormányzati társadalmi kapcsolatok összehangolásáért felelős miniszter irányítása alá tartozó, központi hivatalként működő központi költségvetési szerv, amelynek célja a magyar örökség korszerű újrafogalmazása, a hazai és a Kárpát-medencei kulturális, társadalmi és gazdasági tér fejlesztése, a nemzeti összetartozás erősítése és a jövő nemzedékek támogatása.
A második Orbán-kormány hozta létre 2012-ben a 346/2012 (XII. 11.) Korm. sz. rendelettel, a miniszterelnökség közvetlen javaslatára. Elnöke Szász Jenő.
A Kutatóintézet a munkájáról szóló éves jelentéseket tesz közzé.

## Jogállása
A Kutatóintézet a kormányzati társadalmi kapcsolatok összehangolásáért felelős miniszter irányítása alá tartozó, központi hivatalként működő központi költségvetési szerv.
A Kutatóintézetet az elnök vezeti, akit munkájában az elnökhelyettes segít.
Az elnökhelyettest a Kutatóintézet elnökének javaslatára a miniszter nevezi ki és menti fel. Az egyéb munkáltatói jogokat az elnökhelyettes felett a Kutatóintézet elnöke gyakorolja.

## A Kutatóintézet feladatai[8]
A Kutatóintézet a magyar örökség korszerű újrafogalmazása, a jelen és az eljövendő nemzedékek támogatása, a nemzeti összetartozás erősítése és a külhoni magyarság erőforrásainak vizsgálata céljából a következő feladatokat látja el:
- a) a történelmi nemzet fennmaradása és gyarapodása érdekében a magyarság kiemelkedő szellemi, kulturális és tudományos hagyományainak, eredményeinek figyelembe vételével kutatási, felmérési és elemzési feladatokat végez, ennek keretében:
  - aa) nemzeti fenntartható fejlődéssel kapcsolatos,
  - ab) nemzeti erőforrással kapcsolatos,
  - ac) nemzeti társadalmi megújulással összefüggő,
  - ad) határon túli nemzetrészekkel összefüggő,
  - ae) valamint a Kormány által meghatározott más kutatási, felmérési és elemzési feladatokat hajt végre;
- b) nemzetstratégiai műhelyek, nemzeti kutatások és kiemelt trendkutatások koordinációját végzi;
- c) a nemzetstratégiai műhelyek, nemzeti kutatások és kiemelt trendkutatások által elkészített és megvalósított stratégiákat nyomon követi;
- d) társadalmi és gazdasági kiemelt célcsoportok körében kutatási, felmérési és elemzési feladatokat végez;
- e) a hazai és a kárpát-medencei kulturális, társadalmi és gazdasági tér fejlesztése, a nemzeti összetartozás erősítése, a jövő nemzedékek támogatásának céljából javaslatokat tesz;
- f) közvélemény-kutatásokat összesít, kivonatol;
- g) kiadói feladatokat lát el a kidolgozott kutatások, elemzések, tanulmányok nyilvánosságra hozatala és népszerűsítése céljából;
- h) a Kormány által meghatározott egyéb, koordinációs feladatot végez.[9]

## Kritikák
A sajtó több ízben éles kritikákkal illette az NSKI átláthatatlan munkáját és az ahhoz kapott bő költségvetési keretet. Az ATV szerint az NSKI nem más, mint egy fantomintézet a pénz eltüntetésére. 2015-ben a Closer kiderítette Archiválva 2015. május 13-i dátummal a Wayback Machine-ben, hogy milliókba került az NSKI nem működő honlapja. A 444 szerint Szászék tudatosan próbálják véka alá rejteni az intézet munkáját. Az atlatszo.hu több ízben is megpróbált utánajárni az NSKI tevékenységének. Az NSKI működése 2015-ben 1,5 milliárd forintjába került a magyar államnak.